# Распределение Колмогорова
Распределе́ние Колмого́рова в теории вероятностей — это абсолютно непрерывное распределение, широко используемое в математической статистике для оценки распределения выборки.

## Определение
Случайная величина {\displaystyle X} имеет распределение Колмогорова, если её функция распределения {\displaystyle F_{X}} имеет вид:
{\displaystyle F_{X}(x)=K(x)={\begin{cases}\sum \limits _{k=-\infty }^{\infty }(-1)^{k}e^{-2k^{2}x^{2}},&x>0;\\0,&x\leqslant 0.\end{cases}}}
Обозначается: {\displaystyle X\sim \mathrm {K} }.

## Связь с другими объектами теории вероятностей
- Случайная величина

{\displaystyle X=\sup _{t\in [0,1]}|B(t)|,}
где {\displaystyle B(t)} — броуновский мост, имеет распределение Колмогорова.
- Пусть {\displaystyle X_{1},\ldots ,X_{n}} — выборка объёма {\displaystyle n}, порождённая случайной величиной с непрерывной функцией распределения {\displaystyle F(x)}. Пусть {\displaystyle F_{n}(x)} — выборочная функция распределения. Если ввести обозначение

{\displaystyle D_{n}=\sup \limits _{x\in \mathbb {R} }|F_{n}(x)-F(x)|,} то выполняется
{\displaystyle \lim _{n\to \infty }P({\sqrt {n}}D_{n}\leqslant t)=K(t)}
Утверждение носит название теоремы Колмогорова. Его можно использовать для нахождения доверительного интервала функции распределения {\displaystyle F(x)}.